# C/2014 B1 (Schwartz)
C/2014 B1 (Schwartz) — одна з гіперболічних комет. Ця комета була відкрита 28 січня 2014 року; вона мала 19.9m на час відкриття.